# De blik
De blik (Frans: Le regard) is een schilderij van Odilon Redon. Hij maakte het rond 1910. Het werk maakt sinds 1997 deel uit van de collectie van het Museum voor Schone Kunsten in Rijsel. 

## Voorstelling
Op het schilderij is een personage te zien dat zijn rug naar de kijker gewend heeft, maar zijn gezicht omdraait. Het geslacht en de leeftijd van het personage zijn niet op te maken. Zijn profiel steekt af tegen een bewolkte lucht. Het schilderij maakt gebruik van de kleur van het canvas dat op sommige plekken zichtbaar is. Net als op enkele andere werken, plaatst Redon zijn onderwerp achter een lage balustrade, waarschijnlijk een verwijzing naar Vlaamse en Italiaanse portretten uit de Renaissance, zoals La Belle Ferronnière van Leonardo da Vinci. In de hoek rechtsonder zijn enkele bloemen op de afscheiding geschilderd en in de lucht erboven een plant. Dit verleent de sobere compositie een verfijnd accent.
Odilon Redon gebruikte in zijn begindagen heel weinig kleur. Pas vanaf 1890 ging hij subtiele en lichte kleuren gebruiken, eerst met pastel en later met olieverf. Kleur geeft zijn persoonlijke universum de dromerige en mysterieuze sfeer die kenmerkend is voor zijn werken. Ook op De blik blijft het personage raadselachtig, al doet zijn cape denken aan die van een Romeinse keizer. Het is moeilijk uit te maken of zijn ogen open of gesloten zijn. In dit opzicht doet dit werk denken aan Gesloten ogen (1890) en De Christus van stilte, een pastel uit dezelfde periode. Ze roepen allemaal associaties op met zaken als dromen, meditatie en introspectie. Het zicht in de klassieke zin wordt dan gekoppeld aan een andere blik, die van het geestesoog, waardoor we “de werkelijkheid kunnen vervangen door de droom van de werkelijkheid”.

## Herkomst
In 1982 ontving de Staat het schilderij als legaat van Suzanne Redon ter uitvoering van de wensen van haar echtgenoot Arï, zoon van Odilon Redon. Het schilderij werd toegevoegd aan de collectie van het Musée d'Orsay en vervolgens in 1997 door dat museum in bruikleen gegeven aan het Museum voor Schone Kunsten in Rijsel.

## Afbeeldingen

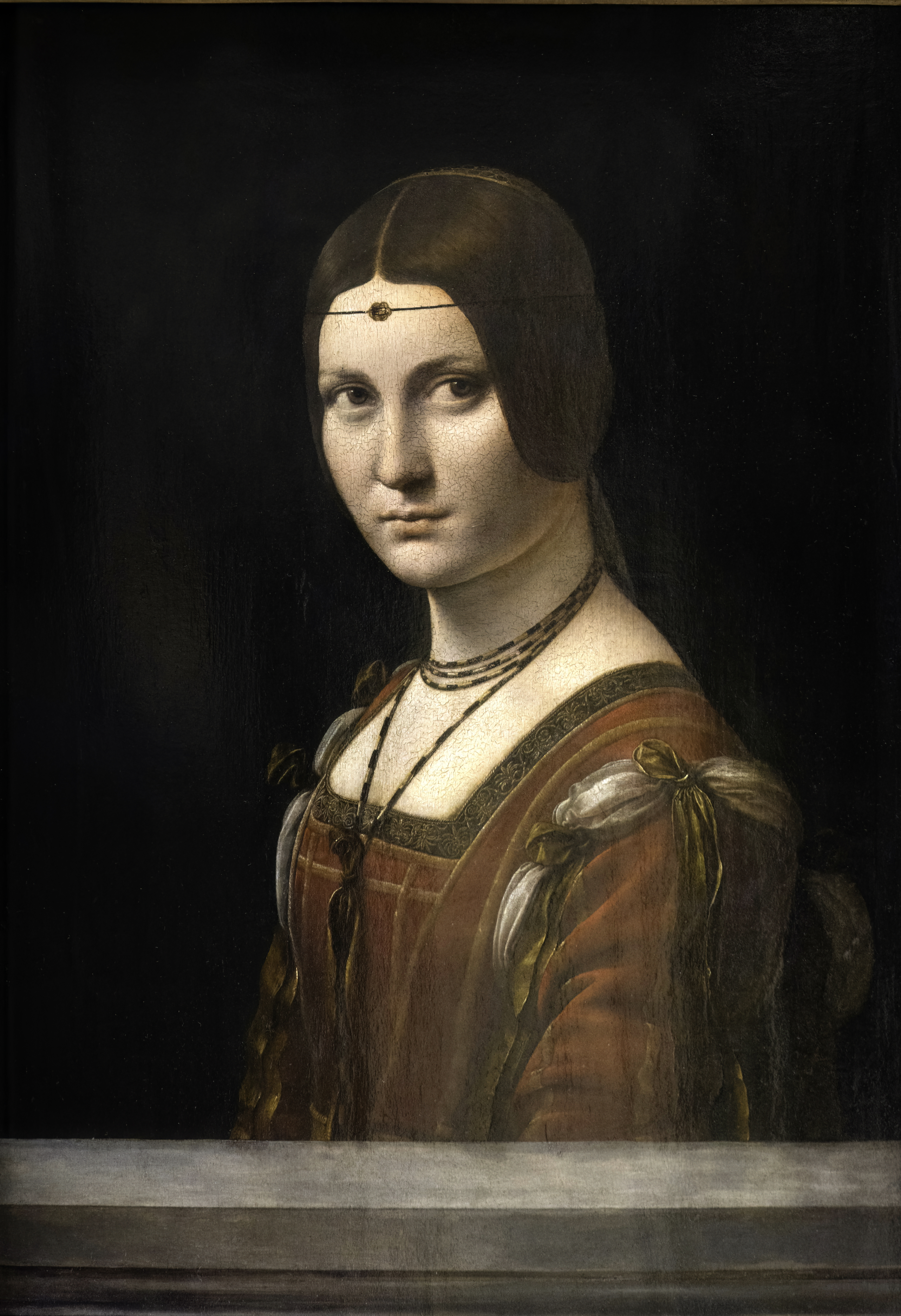
La Belle Ferronnière - Leonardo da Vinci
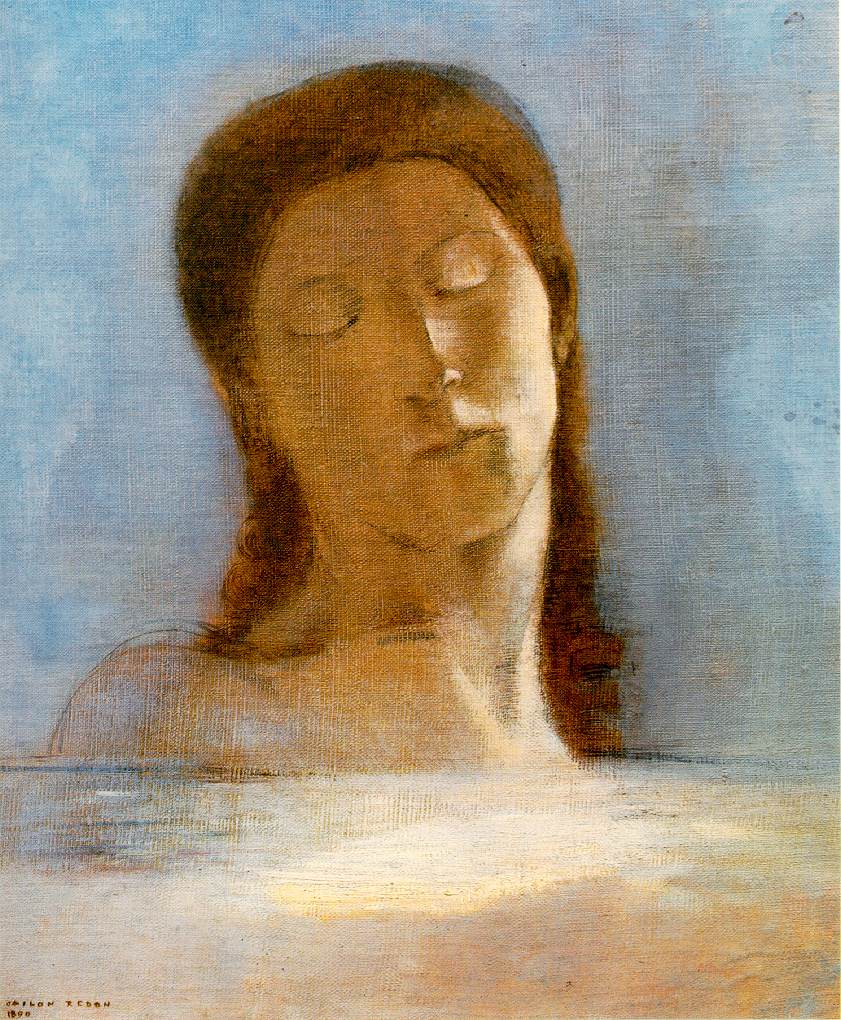
Gesloten ogen
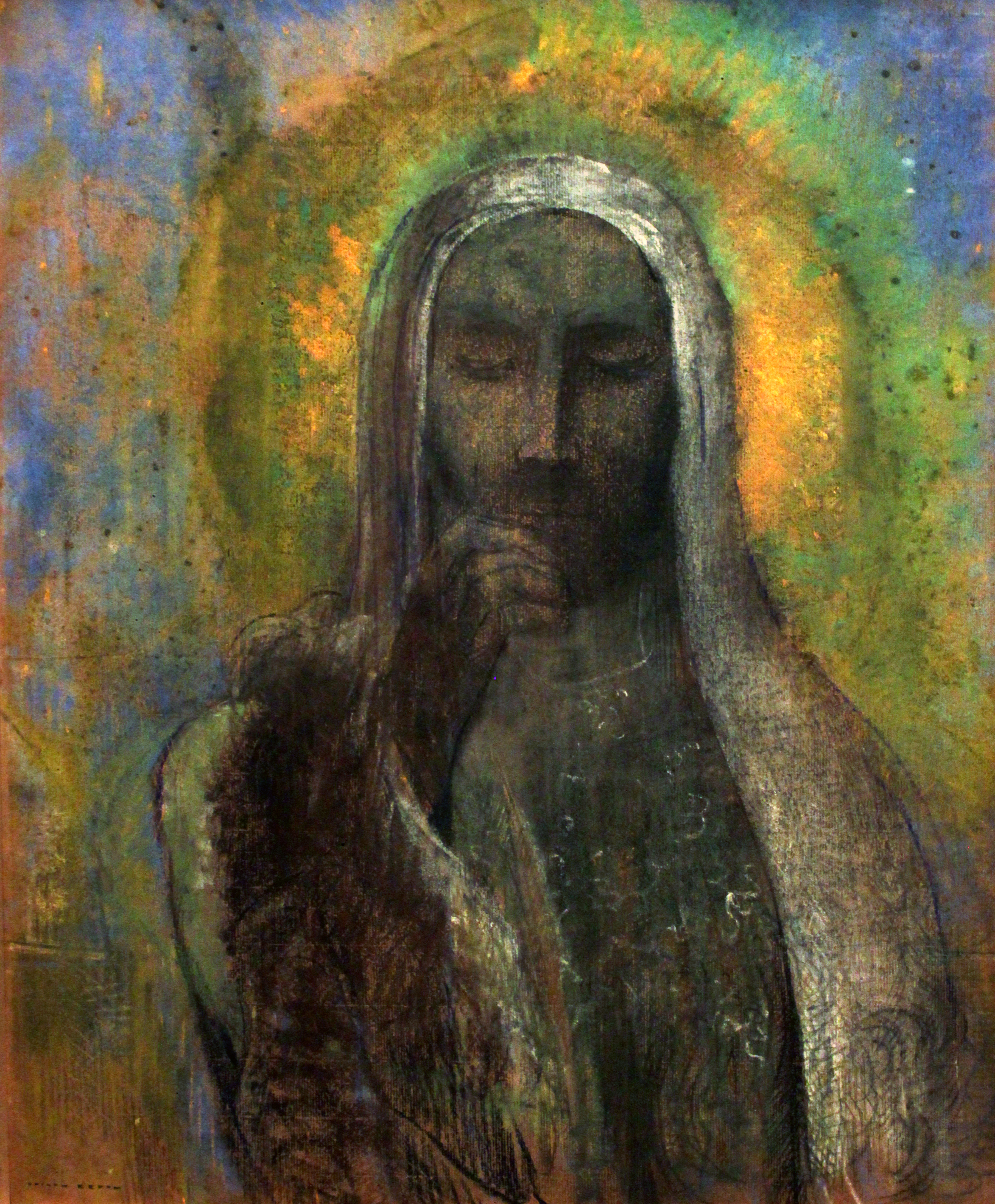
De Christus van stilte